# プロフェッショナル (テレビドラマ)
プロフェッショナルは、1969年10月5日から1970年3月29日まで、TBS系列で放送されたテレビドラマ。カラー作品。
タイトルは最初『プロフェッショナル』、1969年11月から『5人の危険屋 プロフェッショナル』に、1970年2月8日放送の第19話から『ヤングアクション プロフェッショナル』とそれぞれ改題された。本項では、これら全てについて説明。

## 概要
死の危険をも無視するような「危険屋」を自称する5人の男女のメンバーが、それぞれの持ち得る得意技を駆使して難事件や犯罪に挑戦し、解決していくその活躍を描いた。作中ではヘリコプターを飛ばしたり、爆薬や特殊装置など危険物を多く使ったアクションシーンも随所に用意され、「ブラウン管もびっくりの猛烈な大爆発シーンが毎回ヤマ場に登場」と謳われていた。
『ヤングアクション プロフェッショナル』に改題して以降は、山下洵一郎以外のレギュラーキャストが一新されたが、引き続き出演した山下の役名も変わった。『ヤングアクション - 』に於いては、主題が当時の若者達の生き様、苦悩、怒りなどに置かれ、それを5人のプロフェッショナルのメンバーを通して描かれるようになった。

## キャスト

### ｢プロフェッショナル｣ → ｢5人の危険屋 プロフェッショナル｣
各登場人物に「〜〜のプロ」といったキャッチフレーズが付いていた。
- 野村俊介（作戦・戦術のプロ[2]）：天田俊明
- 立花幸二（乗り物なんでもOKのプロ[2]）：松原光二
- 遠山洵（ショットガンのプロ[2]）：山下洵一郎
- 吉田健（底なしのタフ 素手で闘うプロ[2]）：地井武男
- 江夏陽子（記憶力 コンピューター顔負けのプロ[2]）：岸本教子

### ｢ヤングアクション プロフェッショナル｣
- 石原淳一：山下洵一郎
- 土井敏夫：森次浩司（現・森次晃嗣）
- 茨木郁夫：佐藤英夫
- 高木次郎：片岡五郎
- 柴田ゆう子：高林由紀子

## スタッフ
- 脚本：才賀明、藤井鷹史（長谷部安春）、阿部桂一、永原秀一、伴田充、日比野圭、池田一朗、大和久守正、石森史郎、白井更生、佐々木守
- 監督：丹野雄二、長谷部安春、西河健治、永野靖忠、鍛冶昇、松島稔、柳瀬観、白井更生、山際永三
- 音楽：玉木宏樹
- プロデューサー：大橋正次（NMC）、岩崎嘉一（TBS）
- 撮影助手:松村文雄
- 制作：TBS、NMC（ニッサンプロ）、グローバルプロ
- 車両提供:東洋工業（現マツダ）

## サブタイトル
| 話数 | 放送日         | サブタイトル           | 脚本       | 監督       | ゲスト                                                               |
| ---- | -------------- | ---------------------- | ---------- | ---------- | -------------------------------------------------------------------- |
| 1    | 1969年 10月5日 | 大爆発!                | 才賀明     | 丹野雄二   | 根上淳、永山一夫、夏川かほる、高木二朗、小川万里子                   |
| 2    | 10月12日       | お熱いダイヤモンド     | 藤井鷹史   | 長谷部安春 | 木暮実千代、北原義郎、仲谷昇、夏海千佳子                             |
| 3    | 10月19日       | 恐怖の現金             | 阿部桂一   | 西河健治   | 玉川伊佐男、日野麻子、多々良純、南原宏治、佐多契子、中村孝雄、土方弘 |
| 4    | 10月26日       | 大あばれ密輸ルート     | 阿部桂一   | 永野靖忠   | 見明凡太朗、天草四郎、葉山良二、加賀ちか子                           |
| 5    | 11月2日        | 爆薬と迷探偵           | 永原秀一   | 鍛冶昇     | 玉川良一、田口計、永井秀明、三原有美子                               |
| 6    | 11月9日        | 女と地雷をぶちかませ!  | 伴田充     | 西河健治   | 藤岡重慶、斉藤英雄、松島トモ子、成瀬昌彦、井上博一、江角英明         |
| 7    | 11月16日       | 拳銃はかなしい女の歌さ | 阿部桂一   | 西河健治   | 高千穂ひづる、江見俊太郎、清川新吾、川合伸旺、清水元                 |
| 8    | 11月23日       | 恐怖の午前0時          | 日比野圭   | 西河健治   | 牧紀子、睦五郎、田中春男、肥土尚弘、中井啓輔                         |
| 9    | 11月30日       | 戦争セールスマン!      | 池田一朗   | 長谷部安春 | 内田良平、新井茂子、高野ひろみ、高城淳一、森幹太、市村昌治           |
| 10   | 12月7日        | 一獲千金を夢みる女     | 大和久守正 | 松島稔     | 根上淳、加賀ちか子、穂積隆信、金光満樹、池田昌子、石山雄大、本多晋   |
| 11   | 12月14日       | 殺しへの招待           | 池田一朗   |            | 園浦ナミ、高倉みゆき、内田良平、増田順司                             |
| 12   | 12月21日       | 走れ! 地獄特急         | 石森史郎   | 柳瀬観     | 神田隆、渚健二、白木マリ、有馬昌彦、塚本信夫                         |
| 13   | 12月28日       | あッ! と驚く銀行襲撃   | 池田一朗   | 松島稔     | 近藤宏、安部徹、石島房太郎、白木マリ、熊野隆司、内藤綱男             |
| 14   | 1970年 1月4日  | 黄金の罠               | 藤井鷹史   |            | 岡田英次、筑波久子、城所英夫、睦五郎                                 |
| 15   | 1月11日        | 女の裏の裏             | 白井更生   |            | 長谷川待子、北原義郎、植村謙二郎                                     |
| 16   | 1月18日        | 秘密殺人計画           | 浜田正太郎 |            | 瑳川哲朗、小松方正、戸浦六宏、古賀京子、森山周一郎                   |
| 17   | 1月25日        | 爆薬に火をつけろ!      | 江崎雅人   | 江崎実生   | 夏八木勲、深江章喜、内海賢二、宮川和子                               |
| 18   | 2月1日         | 恐怖の現金             | 阿部桂一   | 西河健治   | 多々良純、佐多契子、南原宏治、中村孝雄                               |
| 19   | 2月8日         | 真冬の青春             | 佐々木守   | 白井更生   | 河原崎建三、桶田奈保美、清水元、椎名勝巳                             |
| 20   | 2月15日        | ギターが私を殺す       | 佐々木守   | 永野靖忠   | 松本留美、佐々木勝彦                                                 |
| 21   | 2月22日        | 受験番号0番            | 佐々木守   | 長谷部安春 | 川島育恵、小野進也、木下清                                           |
| 22   | 3月1日         | 連続射殺魔と恋人       | 佐々木守   |            | 矢野潤子、前川哲男、勝部演之                                         |
| 23   | 3月8日         | 東京セブンティーン     | 佐々木守   | 山際永三   | 内田喜郎、上村竜一、川辺富明、真木沙織                               |
| 24   | 3月15日        | 反抗の条件             | 佐々木守   |            | あおい輝彦、三島耕、旭輝子、岡本みづ恵                               |
| 25   | 3月22日        | おかあさーん           | 佐々木守   | 白井更生   | 新井茂子、夏海千佳子、鎌田英男、斎藤信也、利根はる恵                 |
| 26   | 3月29日        | お金がほしい!          | 佐々木守   | 小山幹夫   | 川口恒、田村由美子                                                   |

## 前後番組
| TBS系 日曜20時台 【当番組までドラマ枠】 | TBS系 日曜20時台 【当番組までドラマ枠】                                                   | TBS系 日曜20時台 【当番組までドラマ枠】           |
| 前番組                                  | 番組名                                                                                    | 次番組                                            |
| --------------------------------------- | ----------------------------------------------------------------------------------------- | ------------------------------------------------- |
| あいつの季節                            | プロフェッショナル ↓ 5人の危険屋 プロフェッショナル ↓ ヤングアクション プロフェッショナル | ビッグ・プレゼント'70 （※これのみ単発特別番組枠） |